# FC Syzran-2003 Syzran
El FC Syzran-2003 Syzran (del ruso: ФК «Сызрань-2003») es un club de fútbol ruso de la ciudad de Syzran, fundado en 2003. El club disputa sus partidos como local en el estadio Kristall y juega en la segunda división, el tercer nivel en el sistema de ligas ruso.